# جی استون
جی استون (به انگلیسی: Jay Aston) (زاده ۴ مهٔ ۱۹۶۱) خوانندهٔ انگلیسی است.
او عضو گروه باکس فیز است.